# 劉文竜
劉 文竜（りゅう ぶんりゅう）は、中華民国の政治家。号は銘三。

## 事跡
清の廩生。宣統年間に辺境での開墾を望み、新疆省に赴任した。塔城（現在のチョチェク市）参賛大臣汪歩端の下で任官している。中華民国時代になると、汪は搭城道尹に任ぜられ、劉もその下で事務に携わった。
1917年（民国6年）、劉文竜は、革命派に敗北して越境してくるロシア皇帝派の軍勢について、事後処理を担当した。1922年（民国11年）3月、新疆省教育庁庁長に任命される。
1928年（民国17年）11月、新疆省政府主席楊増新が暗殺され、金樹仁が後任となる。このときに劉文竜は、新疆省政府副主席兼教育庁庁長に任命された。1933年（民国22年）4月、クーデターの発生により金樹仁はソ連へ逃亡する。劉文竜は、臨時代理として省政府主席の地位に就いた。その後、南京の国民政府が宣慰使として黄慕松を派遣してきた。黄慕松の指示により、8月、劉文竜が正式に省政府主席となり、省内の軍事実力者である盛世才は辺防督弁に任ぜられた。
しかし、まもなく盛世才が省内権力の掌握を狙ってクーデターを起こす。同年12月、劉文竜は盛世才に捕縛され、以後長期にわたり軟禁されることになる。1944年（民国33年）11月、ようやく劉文竜は釈放され、蘭州に隠居した。1945年（民国34年）4月、第4期国民参政会参政員となる。1948年（民国37年）、行憲国民大会代表に選出された。
中華人民共和国成立後も、劉文竜は大陸に留まっている。劉文竜はウルムチに戻り、1950年6月、ウルムチ市人民代表会議代表に選出された。
同年秋、死去。享年81。

## 注
1. ↑  劉文竜が省政府主席から正式に罷免されたのは1934年10月のことである。